# 薩克森-科堡-薩爾費爾德的朱麗安妮公主
薩克森-科堡-薩爾費爾德的朱麗安妮（德語：Juliane von Sachsen-Coburg-Saalfeld，1781年9月23日—1860年8月12日），薩克森-科堡-薩爾費爾德公爵法蘭西斯的第三女，英國維多利亞女王的阿姨。
1796年，朱麗安妮與俄羅斯沙皇保羅一世的次子康斯坦丁大公結婚，並改名為安娜·費奧多羅芙娜。兩人沒有子女。